# Girard de La Roche de Beauvoir
Girard (ou Gérard) de La Roche de Beauvoir (ou de la Roche Beauvoir) est évêque d'Autun de 1253 à 1283 (mais certaines sources le donnent pour mort dès 1282). Outre son activité pastorale, il est connu pour le rôle de médiateur qu'il joue lors de conflits, notamment le conflit entre les bourgeois et le chapitre cathédral lyonnais.

## Biographie
Girard naît dans la puissante famille bourguignonne de Vergy, qui donne de nombreux évêques à Autun, dont Guy de Vergy, l'oncle de Girard (1224-1245) et Jacques de Beauvoir (1283-1286).
Il est ordonné évêque en 1253 et reste en place à Autun jusqu'à sa mort, en 1283 ou 1282 suivant les sources.